# NGC 2268
NGC 2268 è una galassia situata nella costellazione della Giraffa; abbastanza debole, con gradiente di luminosità dal nucleo ai bordi alquanto basso, inclinata nella visuale da NE a SW. I due bracci sono abbastanza distinti.
La stella più vicina di magnitudine inferiore all'ottava, per facilitare il puntamento del telescopio, è SAO 1081 di magnitudine visuale 7,35, di tipo spettrale G5,  situata 11',0 ad ENE della galassia, in direzione del confine con la costellazione di Cefeo.
La stellina ben visibile su uno dei bracci verso SW non deve far pensare ad una probabile supernova in quanto è una stella della Via Lattea, solo prospettica con NGC 2268, ed è GSC 4618:159, di magnitudine 14,1.
Una supernova vi è stata effettivamente osservata il 12 febbraio 1982 che non ha superato la 14° magnitudine SN 1982B.